# Instrument financier
 (janvier 2024).
La mise en forme du texte ne suit pas les recommandations de Wikipédia : il faut le « wikifier ».
Les points d'amélioration suivants sont les cas les plus fréquents. Le détail des points à revoir est peut-être précisé sur la page de discussion.
- Les titres sont pré-formatés par le logiciel. Ils ne sont ni en capitales, ni en gras.
- Le texte ne doit pas être écrit en capitales (les noms de famille non plus), ni en gras, ni en italique, ni en « petit »…
- Le gras n'est utilisé que pour surligner le titre de l'article dans l'introduction, une seule fois.
- L'italique est rarement utilisé : mots en langue étrangère, titres d'œuvres, noms de bateaux, etc.
- Les citations ne sont pas en italique mais en corps de texte normal. Elles sont entourées par des guillemets français : « et ».
- Les listes à puces sont à éviter, des paragraphes rédigés étant largement préférés. Les tableaux sont à réserver à la présentation de données structurées (résultats, etc.).
- Les appels de note de bas de page (petits chiffres en exposant, introduits par l'outil «  Source ») sont à placer entre la fin de phrase et le point final[comme ça].
- Les liens internes (vers d'autres articles de Wikipédia) sont à choisir avec parcimonie. Créez des liens vers des articles approfondissant le sujet. Les termes génériques sans rapport avec le sujet sont à éviter, ainsi que les répétitions de liens vers un même terme.
- Les liens externes sont à placer uniquement dans une section « Liens externes », à la fin de l'article. Ces liens sont à choisir avec parcimonie suivant les règles définies. Si un lien sert de source à l'article, son insertion dans le texte est à faire par les notes de bas de page.
- La présentation des références doit suivre les conventions bibliographiques. Il est recommandé d'utiliser les modèles {{Ouvrage}}, {{Chapitre}}, {{Article}}, {{Lien web}} et/ou {{Bibliographie}}. Le mode d'édition visuel peut mettre en forme automatiquement les références.
- Insérer une infobox (cadre d'informations à droite) n'est pas obligatoire pour parachever la mise en page.

Pour une aide détaillée, merci de consulter Aide:Wikification.
Si vous pensez que ces points ont été résolus, vous pouvez retirer ce bandeau et améliorer la mise en forme d'un autre article.
 (janvier 2024).
 (juillet 2024).
Les instruments financiers sont définis par les articles L211-1 à L214-191 du code monétaire et financier : ils sont composés par les titres financiers et les contrats financiers, également dénommés "instruments financiers à terme". Dans le langage courant, on parle de produit financier pour désigner un instrument financier : il s'agit d'un contrat dans lequel l’acheteur confie un capital (une somme monétaire) au vendeur. Les titres financiers sont des instruments créés par voie d'émission, représentés par une inscription en compte, et négociables. Les contrats financiers sont des instruments dérivés, conçus par une entreprise de marché ou un établissement financier et qui ne sont ni inscrits en compte, ni négociables par virement de compte à compte.
La notion d'instrument financier est issue du droit européen (directive DSI, puis directives MIF). que le législateur se contente d'énumérer sans définir. Ils comprennent ainsi :
- les titres financiers :
  - Les titres de capital émis par les sociétés par actions (actions)
  - Les titres de créance (c'est-à-dire les obligations, les titres de créances négociables et les obligations complexes),
  - Les parts ou actions d'organismes de placement collectif (les OPC regroupant, depuis le directive AIFM (2011), les OPCVM et les FIA) ;

- les contrats financiers, également dénommés "instruments financiers à terme", sont les contrats à terme qui figurent sur une liste définie à l'article D211-1 A du CMF :
  - les contrats d'options, contrats à terme fermes, contrats d'échange, accords de taux futurs et autres contrats à terme détaillés ci-après.

Les effets de commerce et les bons de caisse ne sont pas des instruments financiers.

## Historique
La notion d’instrument financier apparait dans la règlementation européenne en 1993 dans la directive concernant les services d'investissement dans le domaine des valeurs mobilières. La définition est ensuite formalisée en 2004 dans la directive concernant les marchés d'instruments financiers,.

## Nomenclature des titres financiers (articles L211-1 et suivants du CMF)

### Les titres financiers sont
- les titres de capital émis par les sociétés par actions (articles L212-1-A à L212-17 du CMF) : actions de numéraire et d'apport, à forme nominative obligatoire, de préférence, en voie d'extinction (actions de priorité, à dividende prioritaire sans droit de vote, certificats d'investissement et certificats de droit de vote);
- les titres de créance (articles L213-0-1 à L213-35 du CMF) : titres de créances négociables, obligations (les obligations sont des titres négociables), titres émis par l'Etat (Emprunts d'Etat, Bons du Trésor), titres participatifs  ;
- les placements collectifs (articles L214-1 à L214-191 du CMF) : OPCVM agréés, FIA, Autres placements collectifs.

NB : les OPCVM et les FIA constituent des organismes de placement collectif (OPC). Depuis la directive AIFM de 2011, les OPC regroupent les OPCVM et les FIA.

### Nomenclature des placements collectifs

#### Les OPCVM(articles L214-2 à L214-23-2 du CMF)
Les OPCVM sont des OPC agréés. Ils prennent la forme de SICAV (SA ou SAS) ou de FCP (copropriété d'instruments financiers et de dépôts qui n'a pas la personnalité morale) et peuvent comprendre différentes catégories de parts ou d'actions dans les conditions fixées par le règlement du fonds ou les statuts de la SICAV, selon les prescriptions du règlement général de l'AMF.

#### LesFIA(articles L214-24 à L214-190-3-1 du CMF)
Les FIA sont les fonds d'investissement relevant de la directive 2011/61/ UE du Parlement européen et du Conseil du 8 juin 2011. On distingue :
- Les FIA ouverts à des investisseurs non professionnels (articles L214-24-24 à L214-142 du CMF) :
  - FIVG (Fonds d'investissement à vocation générale),
  - Fonds de capital investissement (FCPR, FCPI, FIP)
  - OPCI (sous forme de SPPICAV ou de FPI (fonds de placement immobilier))
  - SCPI, SEF (Sociétés d'épargne forestière) et GFI (groupements forestiers d'investissement)
  - SICAF (Sociétés d'investissement à capital fixe)
  - FFA (Fonds de fonds alternatifs)
- Les FIA ouverts à des investisseurs professionnels (articles L214-143 à L214-162-21 du CMF) :
  - Les fonds agréés :
    - Fonds professionnels à vocation générale
    - Organismes professionnels de placement collectif immobilier

  - Les fonds déclarés :
    - FPS (Fonds professionnels spécialisés). Les FPS peut prendre différentes formes :
      - une société d'investissement à capital variable (SICAV), dénommée SIPS (société d'investissement professionnelle spécialisée) ;
      - un fonds commun de placement (FCP), dénommé FIPS (fonds d'investissement professionnel spécialisé) ;
      - une société en commandite simple (SCS), dénommée SLP (société de libre partenariat).
      - ou, par dérogation à l'article 1842 du code civil et à l'article L. 210-6 du code de commerce : une société en commandite simple sans personnalité morale, dénommée SLPS (société de libre partenariat spéciale.

    - FPCI (Fonds professionnels de capital investissement) : il s'agit de fonds de capital investissement particuliers qui prennent la forme de FCP ou de SICAV dénommées "sociétés de capital investissement" (SOCAI). Un FPCI ne peut se placer sous le régime des FPS qu'avec l'accord exprès de chaque porteur de part.

- Les fonds d'épargne salariale (FCPE, SICAVAS)

- Les organismes de titrisation ou de financement
- Les FIA non mentionnés ci-dessus sont appelés "Autres FIA" : ce sont des FIA "par objet" (et non "par nature"), comme les SCI, SA ou SAS à prépondérance immobilière remplissant les 4 critères d'un FIA

#### Les autres placements collectifs(article L214-191 du CMF)
Il s'agit des placements collectifs ne relevant ni des OPCVM ni des FIA

## Nomenclature des contrats financiers (articles L211-35 du CMF)

### Définition/énumération
Les contrats financiers correspondent à une catégorie juridique qui regroupe : 
- les contrats d'option, contrats à terme ferme, contrats d'échange, accords de taux futurs et tous autres contrats à terme relatifs à des instruments financiers, des devises, des taux d'intérêt etc. ;
- les contrats d'option, contrats à terme fermes, contrats d'échange, accords de taux futurs et tous autres contrats à terme relatifs à des matières premières qui doivent être réglées en espèces ou peuvent être réglées en espèces à la demande d'une des parties pour des raisons autres qu'une défaillance ou d'autre incident conduisant à la résiliation ;
- les contrats d'option, contrats à terme fermes, contrats d'échange et tous autres contrats à terme relatif à des matières premières qui peuvent être réglés par livraison physique, à condition qu'ils soient négociés sur un marché réglementé un système multilatéral de négociation ou un système organisé de négociation ;
- les contrats d'options, contrats à terme fermes, contrats d'échange et tous autres contrats à terme relatifs à des matières premières qui peuvent être réglés par livraison physique, non mentionnés par ailleurs au 3, et non destinés à des fins commerciales, qui présentent les caractéristiques d'autres instruments financiers à terme ;
- les contrats à terme servant au transfert du risque de crédit ;
- les contrats financiers avec paiement d'un différentiel ;
- les contrats d'options, contrats à terme fermes, contrats d'échanges, accords de taux futurs et tous autres contrats à terme relatifs à des variables climatiques, à des tarifs de fret ou à des taux d'inflation ou d'autres statistiques économiques officielles qui doivent être réglés en espèces ou peuvent être réglés en espèces à la demande d'une des parties pour des raisons autres qu'une défaillance ou d'autre incident amenant la résiliation ;
- tout autre contrat à terme concernant des actifs, des droits, des obligations, des indices et des mesures, non mentionné par ailleurs aux 1 à 7 ci-dessus, qui présente les caractéristiques d'autres instruments financiers à terme, en tenant compte de ce que, notamment, il est négocié sur un marché réglementé un système multilatéral de négociation ou un système organisé de négociation.

## Conditions d'émission, d'inscription, de transmission et de nantissement de titres financiers (articles L211-2 à L211-34 du CMF)
Les titres financiers ne peuvent être émis que par :
- l’État ;
- une personne morale ;
- un fonds commun de placement (FCP) ;
- un fonds de placement immobilier ;
- un fonds professionnel de placement immobilier ;
- un fonds de financement spécialisé ;
- un fonds commun de titrisation.

### Inscription
En France, les titres financiers doivent être inscrits sous la forme dématérialisée depuis le 5 novembre 1984.

#### Règle actuelle
Les titres financiers, émis en territoire français et soumis à la législation française doivent être inscrits informatiquement. Ils peuvent l'être dans un compte-titres (ce qui est le plus fréquent) ou dans un dispositif d'enregistrement électronique partagé (DEEP).

##### Inscription en compte-titres
Le compte-titres est un document informatique qui contient les titres financiers (eux-mêmes dématérialisés).
Le compte-titres doit en principe être ouvert au nom du propriétaire des titres. Ainsi, il y a autant de compte-titres que de personnes propriétaires de ces titres. Toutefois, on admet que le compte-titres puisse être ouvert au nom d'un intermédiaire et non pas celui du propriétaire des titres dans des cas particuliers.
Le compte-titres est tenu par un teneur de compte-titres (TCC). Le teneur de compte-titres est la personne chargée de mettre à jour ce compte (inscrire les nouveaux titres, supprimer ceux qui ont été transférés etc.). Le TCC peut être l'émetteur lui-même (on parle alors de titres nominatifs), ou alors un tiers qui doit être un intermédiaire habilité à exercer l'activité de tenue de compte-conservation d'instruments financiers (on parle alors de titres au porteur). Le législateur laisse en principe le choix entre le recours au titre nominatif ou au porteur. Mais il impose parfois, directement ou indirectement une forme ou une autre (cf. infra).

###### Titres nominatifs
Les titres nominatifs sont des titres inscrits par l'émetteur, dans un compte-titres qu'il détient. L'émetteur est alors le teneur de compte conservateur.
Les avantages sont que cela lui permet de connaître la personne des propriétaires des titres qu'il émet.
Les inconvénients sont que la gestion des flux liés aux cessions des titres peut être lourde pour une société (les opérations pouvant être fréquentes). C'est pour cela que la loi lui permet de recourir à un mandataire.
Les titres nominatifs peuvent être dits "pur" ou "administrés" : 
- Un titre nominatif "pur" est un titre administré par l'émetteur lui-même ;
- Un titre nominatif "administré" est un titre administré par un tiers.

###### Titres au porteur
Les titres au porteur sont des titres inscrits par un intermédiaire habilité, dans un compte qu'il détient.

###### Conclusion: le recours à l'un ou l'autre
Le législateur exige que les titres financiers qui ne sont pas admis aux opérations d'un dépositaire central doivent être nominatifs (ou DEEP, cf. infra).
Les règlements d'application exigent que, pour que les titres puissent être négociés sur une plate-forme de négociation, ils doivent être :
- Sous la forme nominative administrés s'ils sont obligatoirement nominatifs ;
- Sous la forme au porteur s'ils ne sont pas obligatoirement nominatifs.

### Transmission[10]

#### Négociabilité[11]
Les titres financiers sont négociables, c'est-à-dire qu'ils se transmettent par virement de compte à compte, sans autre formalité.
L'ordre de mouvement doit être donné par le cédant. C'est ainsi qu'il exécute son obligation de délivrance des titres.

#### Transfert de propriété[12]

##### Pour les transactions réalisées sur un marché règlementé ou un système multilatéral de négociation
Le transfert de propriété des titres financiers résulte de l'inscription de ces titres au compte-titres de l'acquéreur.
Cette inscription a lieu, pour les titres financiers admis aux opérations d'un dépositaire central ou livrés dans un système de règlement et de livraison d'instruments financiers, à la date de dénouement effectif de la négociation.
La date du dénouement varie selon les cas (art. 5 du règlement en note de bas de page) : 
- Si les négociations ont lieu sur un marché règlementé ou un système multilatéral de négociation : le dénouement effectif de la négociation intervient, au plus tard, le deuxième jour ouvrable après la négociation.
- Si les négociations sont menées hors marché règlementé ou hors système multilatéral de négociation : le règlement européen, excluant l'application de la règle relative aux deux jours, les parties sont libres de fixer la date du dénouement.

##### Pour les transactions réalisées hors marché règlementé ou système multilatéral de négociation
Le transfert de propriété des titres financiers résulte de l'inscription de ces titres au compte-titres de l'acquéreur.
Cette inscription est faite à la date fixée par l'accord des parties et notifiée à la société émettrice. La société doit alors faire diligence pour procéder à l'inscription des titres. Sa responsabilité pourrait être engagée en cas d'inscription tardive.

#### Conséquences du transfert de propriété
S'agissant du transfert des risques : en application du droit commun de la vente, les risques pèsent sur le propriétaire. Donc les risques se transfèrent en même temps que le transfert de propriété.
S'agissant du transfert de la qualité d'associé : le transfert de cette qualité s'opère en même temps que le transfert de propriété.